# Lepoglava
Lepoglava (veraltet deutsch Schönhaupt) ist eine Stadt und Großgemeinde in der Gespanschaft Varaždin in Kroatien. Sie ist vor allem aufgrund der Haftanstalt bekannt, in der seit Mitte des 19. Jahrhunderts von verschiedenen Regimes politische Gefangene inhaftiert waren.

## Lage
Lepoglava liegt im Bednja-Flusstal in der Region Hrvatsko zagorje, acht Kilometer südwestlich von Ivanec.

## Gliederung und Einwohner
Die Stadt Lepoglava hat zusammen mit weiteren 15 Orten als Großgemeinde insgesamt 8283 Einwohner (Volkszählung 2011).

## Gefängnis
Um 1400 wurde in Lepoglava ein Paulinerkloster gegründet, das nach dessen Auflösung von Österreich-Ungarn im Jahr 1854 übernommen und in eine Strafanstalt umgewandelt wurde. Nach dem Ersten Weltkrieg wurde das Gefängnis vom Königreich Jugoslawien übernommen, welches dort viele politische Häftlinge wie z. B. von 1928 bis 1933 den Kommunisten und späteren Staatspräsidenten Jugoslawiens Josip Broz Tito inhaftierte. Während des faschistischen Unabhängigen Staates Kroatien nutzte das Ustascha-Regime die Strafanstalt als KZ Lepoglava. Nach dem Zweiten Weltkrieg wurde es vom sozialistischen Jugoslawien als Gefängnis genutzt, in dem wiederum politische Gegner wie Kardinal Alojzije Stepinac oder während des „Kroatischen Frühlings“ Ende der 1960er-Jahre der spätere Staatspräsident Kroatiens Franjo Tuđman inhaftiert wurden. Nach dem Zusammenbruch Jugoslawiens ist es heute mit etwa 800 Inhaftierten das größte Gefängnis Kroatiens.

## Handwerk & Kultur
Klöppelspitze aus Lepoglava ist in der UNESCO-Liste des immateriellen Kulturerbes der Menschheit verzeichnet.

## Kloster

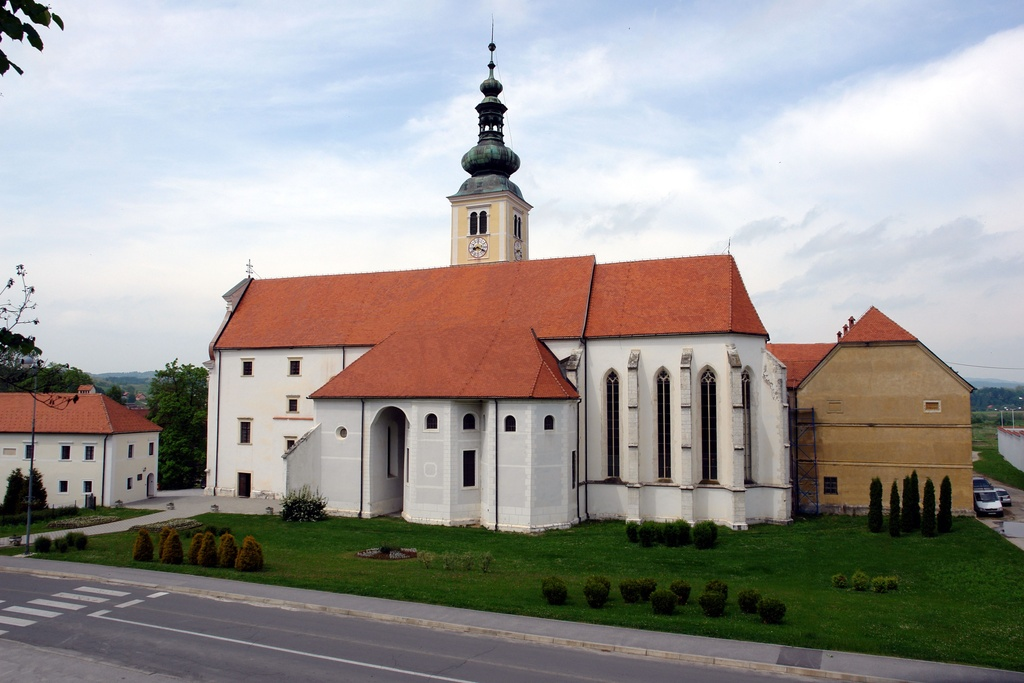
Kloster mit Kirche in Lepoglava

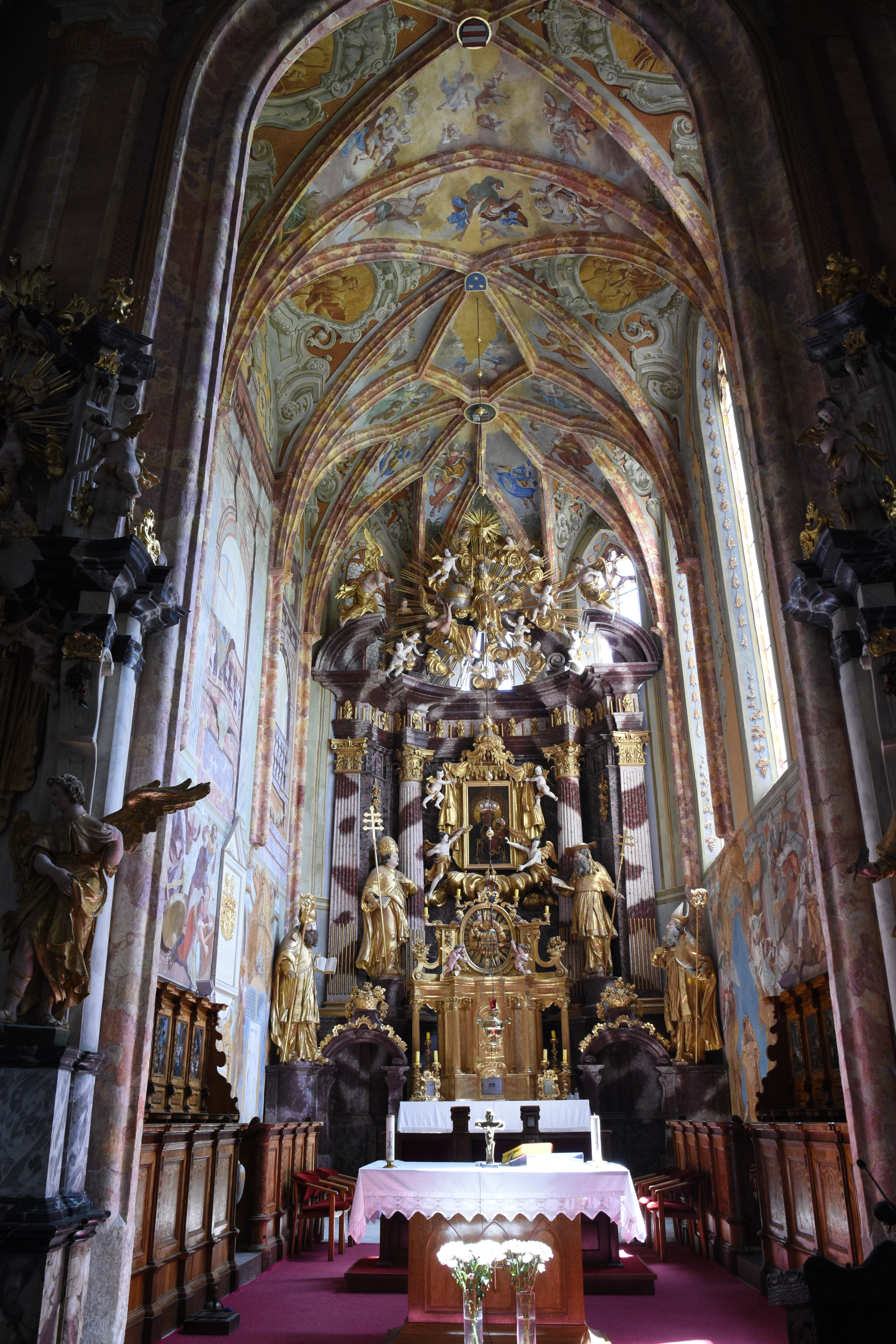
Innenansicht der Klosterkirche

Pavlinski samostan Lepoglava

## Persönlichkeiten
Milan Šufflay (1879–1931), Historiker und Politiker